# Palicourea frontinoensis
Palicourea frontinoensis är en måreväxtart som beskrevs av Cogollo och Charlotte M. Taylor. Palicourea frontinoensis ingår i släktet Palicourea och familjen måreväxter. Inga underarter finns listade i Catalogue of Life.